# Соколова (Ирбитское муниципальное образование)
Соколова — деревня в Свердловской области России, входит в Ирбитское муниципальное образование. 

## Географическое положение
Деревня Соколова расположена в 37 километрах (по дороге в 42 километрах) к северо-западу от города Ирбита, на правом берегу реки Ницы. В одном километре к северо-востоку от деревни проходит автодорога Алапаевск — Ирбит.

## Население
| 2002 | 2010 | 2021 |
| ---- | ---- | ---- |
| 84   | ↘65  | ↘62  |